# 2019년 롬복섬 지진
2019년 롬복섬 지진은 2019년 3월 17일 인도네시아 소순다 열도 롬복섬에서 일어난 모멘트 규모 Mw5.6의 지진이다. 지진으로 말레이시아인 관광객 2명을 포함한 6명이 사망하고 182명이 부상을 입었다. 지진으로 인한 여파로 린자니 화산 곳곳에 산사태가 발생해 인명 피해가 커졌다. 지진의 진동은 인근 발리섬에도 감지되었다.

## 같이 보기
- 2019년 지진
- 인도네시아의 지진 목록
- 2018년 8월 5일 롬복섬 지진
- 2018년 8월 19일 롬복섬 지진
- 2018년 7월 롬복섬 지진